# Religionsfreiheit in Indien
Die Religionsfreiheit in Indien ist in der Verfassung des Landes vorgesehen. Während es lange Zeit vergleichsweise gut um die religiöse Toleranz in dem Land bestellt war, ist die Religionsfreiheit in Indien in den letzten Jahren zunehmend unter Druck geraten. Gerade religiöse Minderheiten leiden zunehmend unter den von der Regierung unter Premierminister Modi vorangetriebenen Einschränkungen für die Zivilgesellschaft von der und dem zunehmenden Hindu-Nationalismus.

## Normierung

### Verfassungsrechtlicher Rahmen
Die Verfassung der Republik Indien führt unter Artikel 25 die Religionsfreiheit als ein Grundrecht auf: 
"Gewissensfreiheit und freies Bekenntnis, Ausübung und Verkündigung der Religion.
(1) Unter Berücksichtigung der öffentlichen Ordnung, Sittlichkeit und Gesundheit sowie der übrigen Bestimmungen dieses Abschnitts [der Verfassung] haben alle Personen gleichermaßen Anspruch auf Gewissensfreiheit und das Recht, sich frei zu ihrer Religion zu bekennen, sie auszuüben und zu verkünden.
(2) Dieser Artikel berührt nicht die Anwendung bestehender Gesetze oder hindert den Staat daran, Gesetze zu erlassen,
(a) die wirtschaftliche, finanzielle, politische oder andere säkulare Tätigkeiten zu regeln oder einzuschränken, die mit der Religionsausübung in Zusammenhang gebracht werden könnten;
(b) die soziale Wohlfahrt und Reformen oder die Eröffnung religiöser Hindu-Einrichtungen öffentlichen Charakters für alle Klassen und Gruppen von Hindus vorsehen.
Erläuterung I: Das Tragen und Mitführen von Kirpans gilt als Teil der Religionsausübung der Sikhs.

Erläuterung II - In Absatz 2 Buchstabe b ist die Bezugnahme auf Hindus so zu verstehen, dass sie auch Personen einschließt, die sich zur Sikh-, Jaina- oder buddhistischen Religion bekennen, und die Bezugnahme auf religiöse Einrichtungen der Hindus ist entsprechend zu interpretieren."

### Völkerrechtlicher Namen
Indien hat den Internationalen Pakt über bürgerliche und politische Rechte am 10. April 1979 ratifiziert, der unter Artikel 18 das Recht auf Gedanken-, Gewissens- und Religionsfreiheit ausformuliert.

## Gefährdungen und Verletzungen der Religionsfreiheit

### Problematische gesetzliche Einschränkungen der Religionsfreiheit

#### Anti-Konversationsgesetze
Stand 2023 haben insgesamt zwölf verschiedene indische Bundesstaaten Anti-Konversionsgesetze verabschiedet. Da diese Gesetze, die die Möglichkeit, die Religion zu frei zu wählen und zu wechseln, einschränken, verstoßen diese gesetzlichen Regelungen gegen ein wesentliches Element des Menschenrechts auf Religions- und Weltanschauungsfreiheit, das auch in Artikel 18 des Internationalen Pakts über bürgerliche und politische Rechte aufgeführt ist. Veröffentlicht wurden die Gesetze zum Teil unter irreführendem Namen. So trägt das Anti-Konversationsgesetz im Bundesstaat Karnataka den Namen „Protection of Right to Freedom of Religion Act“ (deutsch: „Gesetz zum Schutz des Rechts auf Religionsfreiheit“), obwohl es die Religionsfreiheit nicht schützt, sondern einschränkt.

#### Diskriminierung nach Religionszugehörigkeit im Kontext des Staatsbürgerschaftsgesetzes von 2019
Das Ergänzungsgesetz zum indischen Staatsbürgerschaftsgesetz von 2019 („Citizenship (Amendment) Act, 2019“) soll eine schnellere Einbürgerung von Angehörigen bestimmter verfolgter religiöser Minderheiten ermöglichen. Konkret werden Hindus, Sikh, Buddhisten, Jainisten, Parsen sowie Christen als religiöse Minderheiten aufgeführt, denen entsprechende Ansprüche gewährt werden. Nicht aufgeführt werden hingegen Muslime. Diese Ungleichbehandlung hat massive Ängste bei der muslimischen Minderheit in Indien geweckt, dass muslimische Einwanderer staatenlos und abgeschoben werden könnten.

#### Regelungen zur Annahme von Geldern aus dem Ausland
Das Gesetz zur Annahme von Geldern aus dem Ausland von 1976 („Foreign Contribution Regulation Act“) sieht vor, dass alle Organisationen, die mit Partnern aus dem Ausland zusammenarbeiten und von ihnen Geld erhalten, eine staatliche Lizenz benötigen. Die nationalistische Regierung unter Premierminister Modi nutzt diese Regelung zunehmend repressiv, um gegen regierungskritische Organisationen vorzugehen. Betroffen sind auch religiöse Einrichtungen und Akteure. Etliche christliche und muslimische Organisationen haben ihre Lizenzen verloren, weil ihnen vorgeworfen wurde, Hindus bekehren zu wollen.

### Hindu-Nationalismus und Übergriffe auf religiöse Minderheiten
Ein wachsendes Problem für die Religionsfreiheit in Indien ist darüber hinaus der zunehmende extremistische Hindu-Nationalismus. Für die eigene Religionsgruppe fordern extremistische Hindu-Nationalisten Privilegien, andere Religionen werden als fremd abgestempelt. Hindu-nationalistische Organisationen wie Sangh Parivar verüben gezielt Angriffe auf christliche und muslimische Einrichtungen, um Angst zu verbreiten und einzuschüchtern.